# Hata-jirushi
Pour les articles homonymes, voir Hata.

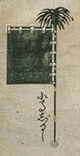
Hata-jirushi de Date Masamune, drapeau noir et plume noire sur le dessus.

Les hata-jirushi (旗印) sont les plus communes des bannières de guerre utilisées sur les champs de bataille du Japon médiéval.
Le terme peut être traduit pour signifier littéralement « drapeau symbole », « bannière marqueuse » ou quelque chose de cet ordre. Contrairement aux nobori ultérieurs qui sont raides, ces bannières sont de simples banderoles attachées à un mât par une traverse horizontale.
Les hata-jirushi remplissent la même fonction que les nobori qui les remplaceront : identifier et distinguer les régiments ou sections d'une armée.

## Source de la traduction
- (en) Cet article est partiellement ou en totalité issu de l’article de Wikipédia en anglais intitulé « Hata-jirushi » (voir la liste des auteurs).